# Double Eagle II

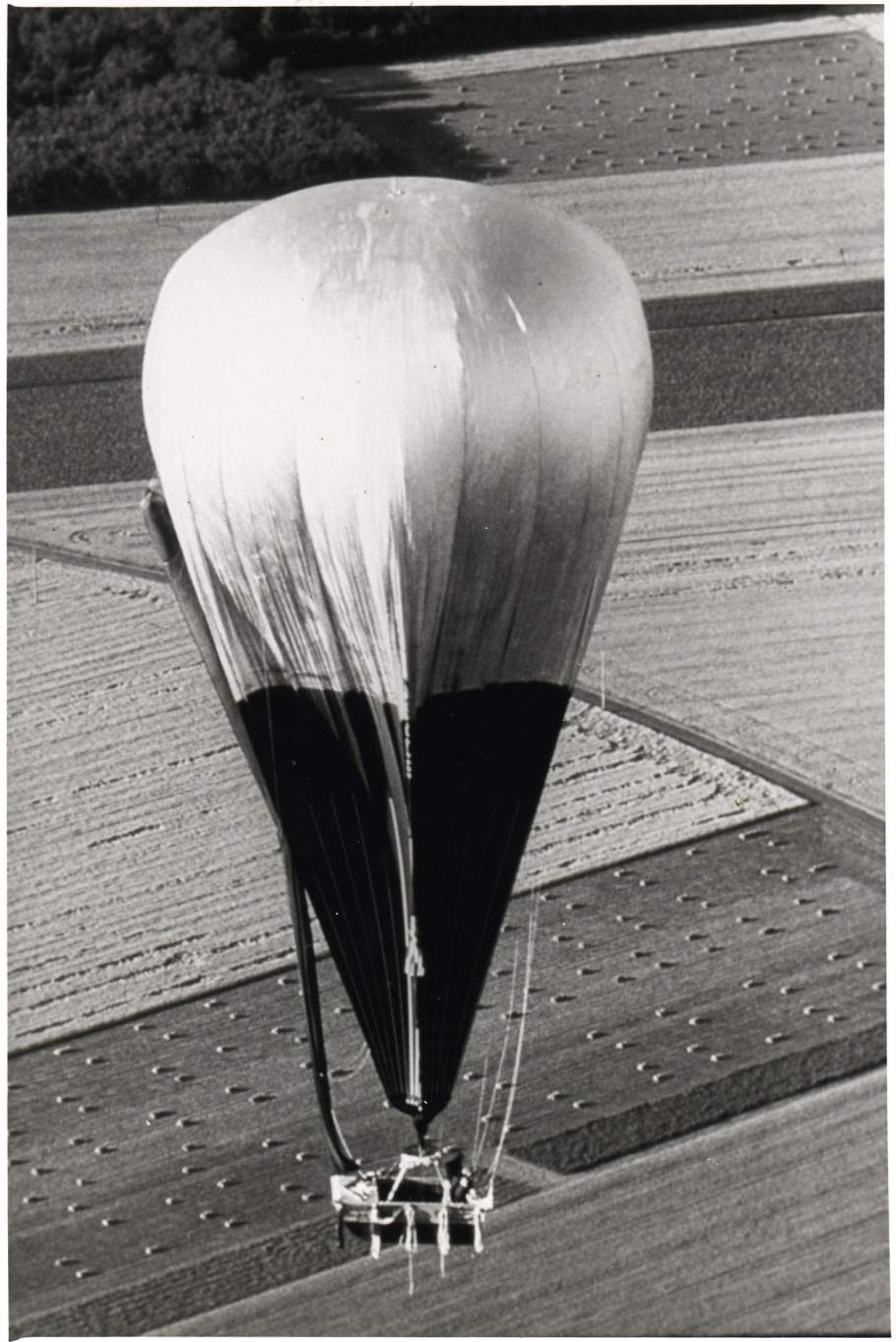
Em 1978, Ben Abruzzo, Maxie Anderson e Larry Newman decolaram de Presque Isle, Maine, no balão a gás Double Eagle II e cruzaram o Atlântico com sucesso. O voo durou 137 horas e 6 minutos e percorreu 5 021 quilômetros (3 120 milhas) pousando em um campo de trigo perto de Miserey, na França. Esta foi a primeira travessia transatlântica bem-sucedida por um balão tripulado. Após o famoso voo de Charles Lindbergh em 1927 através do Atlântico, o voo de balão continuou sendo um dos grandes e invencíveis desafios da aviação. Abruzzo e Anderson falharam em sua primeira tentativa em 1977. Menos de um ano depois, com um amigo de longa data, Newman, o grupo conseguiu. Variações extremas de temperatura durante o voo causaram o acúmulo de gelo fora do balão todas as noites, e o calor do sol fez com que o hélio se expandisse durante o dia. Isso levou ao que os pilotos chamaram de “Big Drop”. Em 6 de agosto de 1978, o Double Eagle II desceu para 1 219 metros (4 000 pés) devido às condições atmosféricas e depois subiu para 7 315 metros (24 000) pés na mesma tarde após ser aquecido pelo sol.

Double Eagle II, pilotado por Ben Abruzzo, Maxie Anderson e Larry Newman, tornou-se o primeiro balão a cruzar o Oceano Atlântico quando pousou em 17 de agosto de 1978 em Miserey perto de Paris, 137 horas e 6 minutos depois de deixar Presque Isle, Maine.
Pode ser considerada uma travessia bem-sucedida no ponto em que o Double Eagle II cruzou a costa irlandesa, na noite de 16 de agosto, evento que o aeroporto de Shannon notificou à tripulação quando aconteceu. Newman originalmente pretendia voar de asa delta do balão para um pouso, enquanto Anderson e Abruzzo continuaram a voar, mas a asa delta teve que ser lançada como lastro no início de 16 de agosto. Enquanto sobrevoavam a França, eles ouviram pelo rádio que as autoridades haviam fechado o aeródromo Le Bourget, onde Charles Lindbergh tinha desembarcado, para eles. A tripulação recusou a oferta porque estava ficando sem lastro e seria muito arriscado (para eles e para qualquer pessoa abaixo) passar pelos subúrbios de Paris. Eles pousaram em um campo de cevada, propriedade de Roger e Rachel Coquerel, em Miserey, 60 milhas (97 km) a noroeste de Paris. Imagens de televisão mostraram uma rodovia nas proximidades, seus acostamentos e faixas externas lotados de carros parados, pessoas atravessando o campo da fazenda até o local de pouso. A gôndola estava protegida, mas a maioria das toras e mapas foram roubados por caçadores de souvenirs.
O voo, a décima quarta tentativa conhecida, foi o culminar de mais de um século de tentativas anteriores de cruzar o Oceano Atlântico de balão. Algumas das pessoas que tentaram nunca foram encontradas. Larry Newman ganhou um empate entre os três para dormir na mesma cama na Embaixada dos Estados Unidos em que Lindbergh dormiu. Os balonistas britânicos Don Cameron e Christopher Davey homenagearam o trio em uma festa que incluiu um balão em forma de Double Eagle II. O trio e suas esposas planejavam retornar aos Estados Unidos a bordo do supersônico Concorde. Após a travessia bem-sucedida, a viagem foi providenciada pela Air France sem nenhum custo para o trio e cônjuges.
Uma crônica completa da viagem pode ser encontrada na edição de dezembro de 1978 da National Geographic. O aeroporto Double Eagle II, no Novo México, recebeu o nome do balão. A gôndola é exibida no Steven F. Udvar-Hazy Center do Smithsonian National Air and Space Museum anexo no Aeroporto Internacional Washington Dulles na área de Chantilly no Condado de Fairfax, Virgínia, Estados Unidos. Um monumento, contendo um modelo do balão, foi construído para comemorar o Double Eagle IIe sua travessia do Atlântico no campo de onde o balão decolou (46° 37′ 36,54″ N, 68° 01′ 16,66″ O).
Em janeiro de 2015, a tripulação do balão Two Eagles completou um voo pelo Oceano Pacífico. Sua duração de voo de 160 horas e 34 minutos foi verificada pela Fédération Aéronautique Internationale, quebrando oficialmente o recorde de tempo de voo do Double Eagle II.